# Schutz eines Landschaftsstreifens beiderseits der Bundesstraße 305 (Alpenstraße)
Mit Schutz eines Landschaftsstreifens beiderseits der Bundesstraße 305 (Alpenstraße) wird ein Landschaftsschutzgebiet im oberbayerischen Landkreis Traunstein bezeichnet. Es liegt im Gebiet der Gemeinden Inzell und Ruhpolding.

## Bezeichnung
Die vollständige Bezeichnung des 1551,57 Hektar großen Landschaftsschutzgebiets lautet Schutz eines Landschaftsstreifens beiderseits der Bundesstraße 305 (Alpenstraße) im Abschnitt Zwing-Sichertsau und des Rauschberges.

## Lage
Das 1956 eingerichtete Landschaftsschutzgebiet mit der amtlichen Nummer LSG-00079.01 und der WDPA-ID 395501 schließt sich unmittelbar nördlich an das Naturschutzgebiet Östliche Chiemgauer Alpen an. Es beginnt im Osten an der Inzeller Ortschaft Zwing in unmittelbarer Nähe der Deutschen Alpenstraße und folgt dann entlang der Nord- und Nordwestflanke des Rauschbergs (1671 m) beidseitig der B 305 bis nach Sichertsau südlich von Ruhpolding (im BayernAtlas mit Sichernau angegeben).
Das Landschaftsschutzgebiet schließt aber nicht überall direkt an das Naturschutzgebiet an, sondern greift auch auf letzteres über. Dies ist am Rauschberg der Fall, wo sich die beiden Gebiete ab der Bergwachthütte auf dem Rauschbergkamm bis hinunter zur Mündung des Sackgrabens in den Fischbach überlappen. Innerhalb des Landschaftsschutzgebiets sind auch Abschnitte des unter Natura 2000 stehenden FFH-Gebiets Östliche Chiemgauer Alpen (mit der Nummer 8241-372) als auch des EU-Vogelschutzgebiets (SPA-Gebiet mit der Nummer 8241-401) enthalten.
Die höchste Erhebung im Landschaftsschutzgebiet ist der Vordere Rauschberg mit 1645 Meter, die tiefste Stelle mit 670 Meter liegt an der Weißen Traun bei Fuchsau. Der maximale Höhenunterschied beträgt somit nahezu 1000 Meter.

## Beschreibung
Das Landschaftsschutzgebiet stellt keine einheitliche, zusammenhängende Fläche dar, sondern kann in mehrere teils vollständig unabhängige Abschnitte getrennt werden. Dies ist beispielsweise bei dem sehr kleinen Gebiet (150 Meter breit und 700 Meter lang) um Zwing der Fall. Es liegt südwestlich des Falkensteins (1181 m) und erstreckt sich in nordwestlicher Richtung beiderseits entlang der B 305. Es beginnt am Weißbach gegenüber von Scharmann (Gemeinde Schneizlreuth) und endet 400 Meter nordöstlich von Zwing an der B 305.
Nach einer nur knapp 100 Meter betragenden Unterbrechung beginnt dann der eigentliche Inzeller Abschnitt, der bei Kohlgrub mit einem sehr schmalen Streifen in den Ruhpoldinger Abschnitt übergeht. Der sich Westnordwest erstreckende Inzeller Abschnitt ist etwa 2,1 Kilometer lang und 650 Meter breit und umfasst hauptsächlich die Nordseite des Kienbergls (1135 m). Er besitzt zwei Ausstülpungen – eine an der Westseite des Falkensteins, die über einen nur 100 Meter breiten Korridor die Bundesstraße 306 nördlich der Kreuzung mit der Alpenstraße überquert und eine in Richtung Kienau nach Nordost.
Der Ruhpoldinger Abschnitt ist flächenmäßig am bedeutendsten. Es beginnt an der Gemeindegrenze im Osten bei Schürzbichl und folgt über gut 4 Kilometer beidseitig der Alpenstraße auf einer Breite von zirka 1,2 Kilometer nach Westen bis Leiten. Die Nordbegrenzung dieses Sektors verläuft über den Auer Berg (903 m) nach Obereben bis hin zum Gipfel des Zeller Bergs, wo sie scharf nach Süden in Richtung Leiten umknickt. Enthalten in diesem nördlichen Ruhpoldinger Sektor sind der Froschsee und die Ortsteile Reiten, Endsee, Oberhausen, Point, Aschenau, Au, Hallweg, Ried, Untereben, Infang, Gnaig und Häusler.
Ab der Linie Rauchenbichl, Labenbach, Plenken und Stadler schließt sich mit einer durchschnittlichen Breite von 2,1 Kilometer der gut 6 Kilometer lange Ruhpoldinger Südsektor an. Er streicht nach Südwest an der Nordwestflanke des Rauschbergs vorbei und endet an der Sichernalm im Tal der Seetraun nördlich der Chiemgau-Arena. Die Südostgrenze des Südsektors läuft über den Kamm des Rauschbergs am Rauschberghaus vorbei, hinunter zur Sackgrabenalm und endet in der Sichernau bei Fuchswiese. Die Nordwestgrenze ist komplexer, sie zieht südlich von Widdmoos hinüber nach Fuchsau und Hinterpoint und überquert sodann den Menkenberg (798 m) nach Waich, Fritz am Sand und Laubau. Der letzte Abschnitt berührt schließlich den Hangfuß des Unternbergs (1425 m) mit den Geschoßwänden. Enthalten im Südsektor sind der Taubensee und die Ortsteile Hutzenau, der Südteil von Ort, Ramsler und Knogl.

## Geologie
Das Landschaftsschutzgebiet liegt geologisch vollkommen im Bereich der Nördlichen Kalkalpen, die mit drei ihrer Decken vertreten sind. Aufgeschlossen sind die Allgäu- und Lechtal-Decke des Bajuvarikums sowie im Süden die Staufen-Höllengebirgs-Decke des Tirolikums. Ein großer Teil des Gebiets wird außerdem von quartären Lockersedimenten überdeckt, wie beispielsweise die Moränenablagerungen der würmzeitlichen Ferneismassen, die vor allem um den Bergfuß des Rauschbergs zurückgelassen wurden. Hierher gehören auch die Moränen des Lokalgletschers am Hinteren Rauschberg, die nördlich des Froschsees abgesetzt wurden. Der Hangfuß des Rauschbergs wird außerdem intensiv von holozänen Hangschuttmassen bedeckt, welche im Verbund mit den Moränen die Deckenstirn der Staufen-Höllengebirgs-Decke weitgehend maskieren.
Letztere nimmt einen großen Teil des Landschaftsschutzgebiets in Anspruch und setzt sich vorwiegend aus etwa 230 Millionen Jahre altem Wettersteinkalk des Noriums zusammen. Der Wettersteinkalk baut auch den Falkenstein, das Kienbergl und die Geschoßwände des Unternbergs auf. An seiner Basis erscheinen Partnach-Schichten, die um Zwing und bei Schmelz anstehen. Über den Wettersteinkalk legt sich die Raibl-Formation – zu sehen am Südwestende des Rauschbergs nördlich des Sackgrabens.
Die Lechtal-Decke ist nur im Auwald, am Menkenberg und südlich davon bis Fritz am Sand zugegen. Sie enthält Hauptdolomit, Oberrhätkalk, Jura, Unterkreide und Cenomanium (Branderfleck-Formation). Die Allgäu-Decke schließlich erscheint an der Talstation der Rauschbergbahn, in kleinen Schubspänen am Nordrand des Rauschbergs, im Tal des Windbachs, am Auer Berg und am Zeller Berg. Sie führt die Kössen-Formation, Hauptdolomit, Jura, Unterkreide und die Branderfleck-Formation. Eine Besonderheit stellen winzige Vorkommen (Schubspäne) von Haselgebirge und Reichenhall-Formation direkt an der Deckenstirn des Rauschbergs dar.

## Geotope
Innerhalb des Landschaftsschutzgebietes befinden sich zwei Geotope. So beispielsweise das Geotop mit der Nummer 189G012 westlich des Taubensees. Am Fuße des Rauschbergs hat die Fließbewegung des würmzeitlichen Weiße-Traun-Gletschers Rundhöcker im Haßlbergkalk des Oberjuras hinterlassen. Weiter oben im Auwald finden sich vom Gletscher blankgeschliffene Felswände. Der rote Haßlbergkalk wurde als Ruhpoldinger Marmor bei Knogl in einem Steinbruch an der Nordseite abgebaut. Zu erwähnen ist ferner das Geotop mit der Nummer 189R015 des Schuttkegels am Westhang des Rauschbergs östlich von Waich. Auf dem langgestreckten Schuttkegel (auch als Sandreiße bezeichnet) sind verschiedene Phasen der holozänen Bodenentwicklung gut zu erkennen.